# 사파초등학교
사파초등학교(沙巴初等學校)는 대한민국 경상남도 창원시에 있는 공립 초등학교이다.

## 연혁
- 1989년 11월 1일 : 개교